# کامیلو آردوینو
کامیلو آردوینو (ایتالیایی: Camillo Arduino; ۱۹ مارس ۱۸۹۶ – ۲۳ ژوئیهٔ ۱۹۸۸) دوچرخه‌سوار اهل ایتالیا بود. وی در بازی‌های المپیک تابستانی ۱۹۲۰ شرکت کرده است.